# Manfred Kallenbach
Manfred Kallenbach, né le 8 avril 1942 à Dresde et mort le 21 avril 2010, était un footballeur allemand.

## Biographie
Il fut un gardien de but est-allemand, qui a joué avec le SG Dynamo Dresden et avec le BSG Stahl Riesa. Il remporta avec Dresde deux fois le Championnat de RDA de football et la Coupe d'Allemagne de l'Est de football en 1971.